# ヴィッレ・ダナウニア
ヴィッレ・ダナウニア（イタリア語: Ville d'Anaunia）は、イタリア共和国トレンティーノ＝アルト・アディジェ州トレント自治県にある、人口約4,800人の基礎自治体（コムーネ）。
コムーネ統廃合 (it:Fusione di comuni italiani) により、ナンノ、タッスッロとトゥエンノが合併して2016年1月1日に発足した。

## 地理

### 位置・広がり

#### 隣接コムーネ
隣接するコムーネは以下の通り。
- カンポデンノ
- クレス
- コンタ (クーネヴォ、フラヴォーン、テッレス)
- デンノ
- ディマーロ・フォルガリダ (ディマーロ)
- モルヴェーノ
- プレダイア (ターイオ )
- トレ・ヴィッレ (ラーゴリ)
- サンゼーノ
- スポルマッジョーレ

## 行政

### 分離集落
ヴィッレ・ダナウニアには以下の分離集落（フラツィオーネ）がある。
- Campo, Nanno, Pavillo, Portolo, Rallo, Sanzenone, Tassullo, Tuenno (sede comunale)